# Елен Дефранс
Елен Дефранс (фр. Hélène Defrance, нар. 11 серпня 1986) — французька яхтсменка, бронзова призерка Олімпійських ігор 2016 року.

## Виступи на Олімпіадах
| Олімпіада           | Дисципліна | Місце |
| ------------------- | ---------- | ----- |
| Ріо-де-Жанейро 2016 | 470        | 3     |

## Зовнішні посилання
- Елен Дефранс — олімпійська статистика на сайті Sports-Reference.com (англ.) (архівна версія)